# إريك تورشتفت
إريك تورشتفت ((بالنرويجية: Erik Thorstvedt)‏؛ مواليد 28 أكتوبر 1962 في ستافانغر) لاعب كرة قدم نرويجي سابق أجاد اللعب كحارس مرمى. مثل منتخب النرويج لكرة القدم.

## روابط خارجية
- إريك تورشتفت على موقع IMDb (الإنجليزية)
- إريك تورشتفت على موقع ديسكوغز (الإنجليزية)
- إريك تورشتفت على موقع قاعدة بيانات الفيلم (الإنجليزية)

- إريك تورشتفت على موقع الاتحاد الدولي (مؤرشف)  (الإنجليزية)
- إريك تورشتفت على موقع اتحاد النرويج (النرويجية)
- إريك تورشتفت على موقع قاعدة بيانات كرة القدم.إي يو (الإنجليزية)
- إريك تورشتفت على موقع ناشيونال فوتبول تيمز (الإنجليزية)
- إريك تورشتفت على موقع Soccerbase.com (لاعب) (الإنجليزية)
- إريك تورشتفت على موقع Soccerway.com (الإنجليزية)
- إريك تورشتفت على موقع عالم كرة القدم.نت (الإنجليزية)
- إريك تورشتفت على موقع اللجنة الأولمبية الدولية (الإنجليزية)
- إريك تورشتفت على موقع أوليمبيديا (الإنجليزية)